# Stella (schimmel)
Stella is een monotypisch geslacht van schimmels uit de familie van de Sclerodermataceae. Het bevat een soort, namelijk Stella americana.